# سياسة التأشيرات في إريتريا
يجب على زوار إريتريا الحصول على تأشيرة دخول من إحدى البعثات الدبلوماسية الإريترية، إلا إذا كانوا قادمين من إحدى الدول المعفاة من التأشيرة أو الدول المؤهلة للحصول على التأشيرة عند الوصول.

## خريطة سياسة التأشيرة

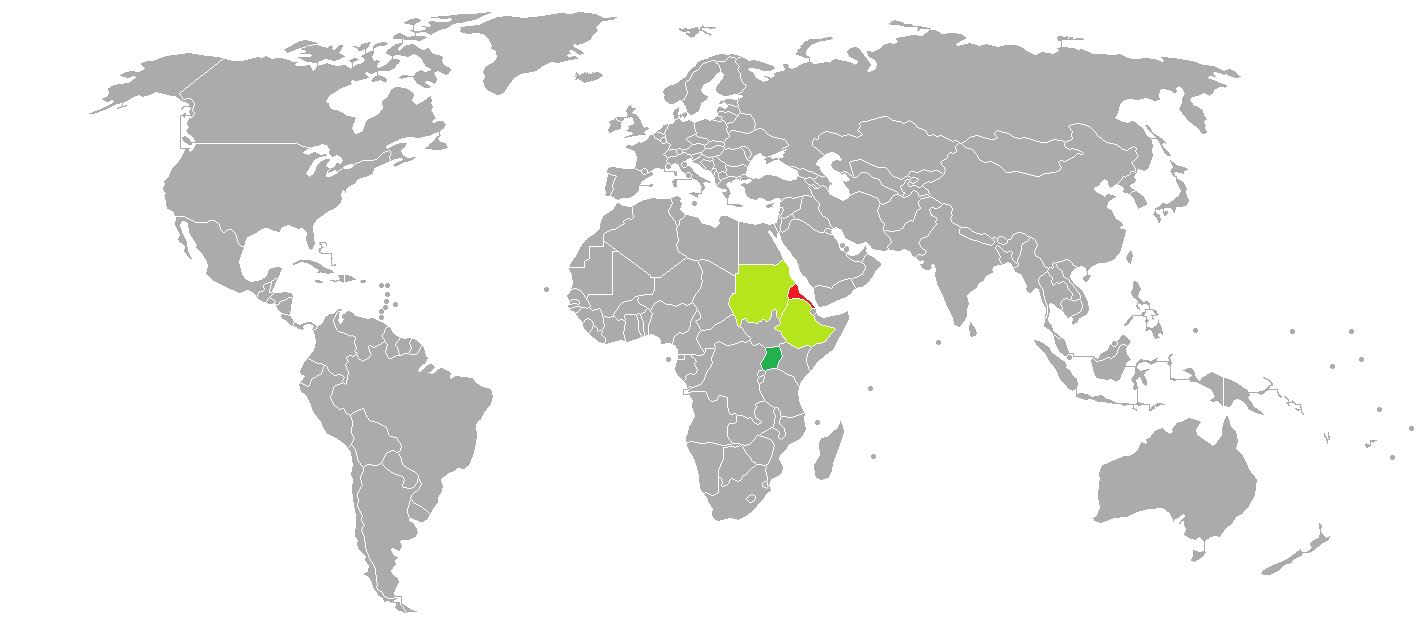
سياسة التأشيرات في إريتريا
إريتريا
التأشيرة غير مطلوبة
التأشيرة عند الوصول
التأشيرة مطلوبة

## الإعفاء من التأشيرة
يمكن لمواطني  كينيا و أوغندا زيارة إريتريا بدون تأشيرة.
بالإضافة إلى ذلك، يُعفى حاملو جوازات السفر الدبلوماسية وجوازات الخدمة وجوازات السفر للشؤون العامة  للصين من التأشيرة لمدة 60 يومًا.
التأشيرة غير مطلوبة للقاصرين الذين تقل أعمارهم عن 18 عامًا إذا كانوا برفقة الوالدين الذين يحملون بطاقة هوية وطنية صادرة عن إريتريا.

## التأشيرة عند الوصول
يمكن لمواطني الدول التالية الحصول على تأشيرة عند الوصول إلى إريتريا:
| - إثيوبيا (30 يوماً) - السودان |

## عبور
المسافرون الذين لديهم تذكرة مؤكدة لرحلة إلى دولة ثالثة خلال 6 ساعات ولا يمكنهم مغادرة المطار. يجب أن يكون لديهم المستندات المطلوبة للوجهة التالية.